# Tenerife Challenger III 2024
Il Tenerife Challenger III 2024 è stato un torneo maschile tennis professionistico. È stata la 7ª edizione del torneo, facente parte della categoria Challenger 75 nell'ambito dell'ATP Challenger Tour 2024, con un montepremi di 73 000 €. Si è giocatp dal 26 febbraio al 3 marzo 2024 sui campi in cemento dell'Abama Tennis Academy di Guía de Isora, in Spagna.

## Partecipanti

### Teste di serie
| Nazionalità | Giocatore          | Ranking* | Testa di serie |
| ----------- | ------------------ | -------- | -------------- |
| Ungheria    | Zsombor Piros      | 110      | 1              |
| Paesi Bassi | Jesper de Jong     | 143      | 2              |
| Spagna      | Pablo Llamas Ruiz  | 148      | 3              |
| Austria     | Filip Misolic      | 159      | 4              |
| Cina        | Bu Yunchaokete     | 180      | 5              |
| Italia      | Matteo Gigante     | 183      | 6              |
| Germania    | Rudolf Molleker    | 185      | 7              |
|             | Il'ja Ivaška       | 187      | 8              |
| Spagna      | Oriol Roca Batalla | 195      | 9              |

* Ranking al 19 febbraio 2024.

### Altri partecipanti
I seguenti giocatori hanno ricevuto una wild card per il tabellone principale:
- Martín Landaluce
- Daniel Mérida
- Richard Zusman

I seguenti giocatori sono entrati in tabellone come alternate:
- Riccardo Bonadio
- Jozef Kovalík

I seguenti giocatori sono passati dalle qualificazioni:
- Michail Kukuškin
- Alejandro Moro Cañas
- Raul Brancaccio
- Carlos López Montagud
- August Holmgren
- Hady Habib

Il seguente giocatore è entrato in tabellone come lucky loser:
- Mitchell Krueger

## Punti e montepremi
| Torneo    | Torneo              | V     | F     | SF    | QF    | 2T    | 1T  | Q | Q2  | Q1  |
| Singolare | Punti               | 75    | 44    | 22    | 12    | 6     | 0   | 4 | 2   | 0   |
| Singolare | Premi in denaro (€) | 9,880 | 5,820 | 3,450 | 2,000 | 1,165 | 720 | – | 360 | 185 |
| Doppio    | Punti               | 75    | 44    | 22    | 12    | –     | 0   | – | –   | –   |
| Doppio    | Premi in denaro (€) | 4,250 | 2,450 | 1,480 | 880   | –     | 500 | – | –   | –   |

## Campioni

### Singolare
Michail Kukuškin ha sconfitto in finale  Matteo Gigante con il punteggio di 6–2, 2–0 rit.

### Doppio
Sander Arends /  Sem Verbeek hanno sconfitto in finale  Marco Bortolotti /  Sergio Martos Gornés con il punteggio di 6–4, 6–4.